# Rotifunkia agallioides
Rotifunkia agallioides är en insektsart som beskrevs av Maldonado-capriles 1971. Rotifunkia agallioides ingår i släktet Rotifunkia och familjen dvärgstritar. Inga underarter finns listade i Catalogue of Life.